# صندوق الرمل (مسلسل كوري)
صندوق الرمل ( بالكورية: 스타트업') هو مسلسل تلفزيوني كوري جنوبي من عام 2020 يُبثُّ على قناة تي في إن كل يومي السبت والأحد على الساعة 21:00 بتوقيت كوريا الجنوبية.

## القصة
تتحدث دراما صندوق الرمل عن شابة تحلم بأن تصبح رائدة أعمال مثل “ستيف جوبز”. يصبح رجل علوم طبيعية حبها الأول، ورجل آخر عليه أن يجعل هذا الرجل يبدو رائعاً. “سو دال مي” وريثة من الجيل الثاني تركت الكلية لتأسيس شركتها الخاصة ولتكون ناجحة مثل “ستيف جوبز”. كما أنها تتخلى عن امتيازاتها وتتولى وظائف مختلفة لجمع الأموال التي يمكنها استخدامها كرأس مال. وفي الوقت نفسه، “نام دو سان” مؤسس “سامسان” للتقنيات وهو ممتاز في الرياضيات أنشأ شركته قبل سنتين، لكن الشركة لم تنجح. بطريقة ما أصبحت “سو دال مي” حبه الأول. يقومان بتشجيع بعضهما البعض ويبدآن بالنمو والنجاح شيئا فشيئا.

## بطولة
- باي سوزي في دور سيو دال مي[6]
- نام جو هيوك في دور نام دو سان[6]
- كيم سيون هوه في دور هان جي بيونغ[6]
- كانغ ها-نا في دور وو اين جاي[6]
- كيم دو-هان في دور كيم يونغ سان[6]

## الاستقبال
حصلت الدراما على نسبة مشاهدة 4.5٪ بعد حلقتها الأولى ، ارتفعت إلى 5.010% في الحلقة الرابعة.
بعد إعلان عن الإنتاج، كان هناك ردود الفعل من (صناعة الشركات الناشئة ) التي أعطت اهتمامًا شديدًا بالمسلسل، يُقال إنه من المقولات الشائعة للشركات الناشئة النامية عالميًا أن يبدأ الشباب أعمالًا صغيرة ويلتقون بمستثمرين جيدين لتحقيق النجاح، ولكن هذه حالات نادرة جدًا.

## المشاهدات
| الموسم | الموسم | رقم الحلقة | رقم الحلقة | رقم الحلقة | رقم الحلقة | رقم الحلقة | رقم الحلقة | رقم الحلقة | رقم الحلقة | رقم الحلقة | رقم الحلقة | رقم الحلقة | رقم الحلقة | رقم الحلقة | رقم الحلقة | رقم الحلقة | رقم الحلقة | المتوسط |
| الموسم | الموسم | 1          | 2          | 3          | 4          | 5          | 6          | 7          | 8          | 9          | 10         | 11         | 12         | 13         | 14         | 15         | 16         | المتوسط |
| ------ | ------ | ---------- | ---------- | ---------- | ---------- | ---------- | ---------- | ---------- | ---------- | ---------- | ---------- | ---------- | ---------- | ---------- | ---------- | ---------- | ---------- | ------- |
|        | 1      | 1211       | 1155       | 1155       | 1381       | 1415       | 1291       | 1318       | 1310       | 1256       | 1120       | 1287       | 1308       | 1255       | 1349       | 1355       | 1336       | 1206    |

| الحلقة | جزء  | تاريخ البث الأصلي | متوسط حصة الجمهور (AGB Nielsen) | متوسط حصة الجمهور (AGB Nielsen) |
| الحلقة | جزء  | تاريخ البث الأصلي | على الصعيد الوطني               | سيئول                           |
| ------ | ---- | ----------------- | ------------------------------- | ------------------------------- |
| 1      | 1    | 17 أكتوبر 2020    | 4.278٪                          | 4.416٪                          |
| 1      | 2    | 17 أكتوبر 2020    | 4.495٪                          | 4.553٪                          |
| 2      | 1    | 18 أكتوبر 2020    | 4.208%                          | 4.585%                          |
| 2      | 2    | 18 أكتوبر 2020    | 4.361%                          | 4.666%                          |
| 3      | 1    | 24 أكتوبر 2020    | 4.789%                          | 5.383%                          |
| 3      | 2    | 24 أكتوبر 2020    | 4.468%                          | 5.042%                          |
| 4      | 1    | 25 أكتوبر 2020    | 4.334%                          | 4.761%                          |
| 4      | 2    | 25 أكتوبر 2020    | 5.010%                          | 5.696%                          |
| 5      | 1    | 31 أكتوبر 2020    | 4.274%                          | 4.861%                          |
| 5      | 2    | 31 أكتوبر 2020    | 5.424%                          | 6.061%                          |
| 6      | 1    | 1 نوفمبر 2020     | 4.136%                          | 4.257%                          |
| 6      | 2    | 1 نوفمبر 2020     | 4.741%                          | 4.880%                          |
| 7      | 1    | 7 نوفمبر 2020     | 4.521%                          | 5.227%                          |
| 7      | 2    | 7 نوفمبر 2020     | 5.065%                          | 5.952%                          |
| 8      | 1    | 8 نوفمبر 2020     | 3.821%                          | 4.113%                          |
| 8      | 2    | 8 نوفمبر 2020     | 4.544%                          | 5.031%                          |
| 9      | 1    | 14 نوفمبر 2020    | 4.879%                          | 5.718%                          |
| 9      | 2    | 14 نوفمبر 2020    | 5.145%                          | 5.946%                          |
| 10     | 1    | 15 نوفمبر 2020    | 3.954%                          | 4.433%                          |
| 10     | 2    | 15 نوفمبر 2020    | 4.352%                          | 4.839%                          |
| 11     | 1    | 21 نوفمبر 2020    | 4.130%                          | 4.582%                          |
| 11     | 2    | 21 نوفمبر 2020    | 4.799%                          | 5.462%                          |
| 12     | 1    | 22 نوفمبر 2020    | 4.270%                          | 4.814%                          |
| 12     | 2    | 22 نوفمبر 2020    | 5.079%                          | 5.671%                          |
| 13     | 1    | 28 نوفمبر 2020    | 4.666%                          | 5.278%                          |
| 13     | 2    | 28 نوفمبر 2020    | 5.151%                          | 6.023%                          |
| 14     | 1    | 29 نوفمبر 2020    | 4.573%                          | 5.041%                          |
| 14     | 2    | 29 نوفمبر 2020    | 5.255%                          | 5.965%                          |
| 15     | 1    | 5 ديسمبر 2020     | 4.382%                          | 4.357%                          |
| 15     | 2    | 5 ديسمبر 2020     | 4.980%                          | 5.483%                          |
| 16     | 1    | 6 ديسمبر 2020     | 4.841%                          | 5.178%                          |
| 16     | 2    | 6 ديسمبر 2020     | 5.187%                          | 5.415%                          |
| معدل   | معدل | معدل              | 4.628%                          | 5.115%                          |

## الجوائز والترشيحات
| قائمة الجوائز والترشيحات | قائمة الجوائز والترشيحات | قائمة الجوائز والترشيحات  | قائمة الجوائز والترشيحات | قائمة الجوائز والترشيحات | قائمة الجوائز والترشيحات |
| السنة                    | الجائزة                  | الفئة                     | المستلم                  | النتيجة                  | م.                       |
| ------------------------ | ------------------------ | ------------------------- | ------------------------ | ------------------------ | ------------------------ |
| 2021                     | جوائز بايكسانغ للفنون    | أفضل ممثل مساعد (تلفزيون) | كيم سيون هو              | رُشِّح                      | [ 10 ] [ 11 ]            |

## روابط خارجية
صندوق الرمال على موقع IMDb (الإنجليزية)
- صندوق الرمال على موقع نتفليكس (الإنجليزية)
- صندوق الرمال على موقع ليتربوكسد (الإنجليزية)
- صندوق الرمال على موقع كينوبويسك (الروسية)
- صندوق الرمال على موقع قاعدة بيانات الفيلم (الإنجليزية)